# 岳西薹草
岳西薹草（学名：Carex yuexiensis）是莎草科薹草属的植物。分布于中国大陆的安徽（岳西、太湖）等地，多生长在山坡或路边，目前尚未由人工引种栽培。

## 别名
突喙薹草（植物研究）